# 8488 d'Argens
8488 d'Argens è un asteroide della fascia principale. Scoperto nel 1989, presenta un'orbita caratterizzata da un semiasse maggiore pari a 2,2588187 UA e da un'eccentricità di 0,0829680, inclinata di 4,61498° rispetto all'eclittica.